# Alfons 1. af Portugal
Alfons 1. af Portugal (portugisisk: Afonso I de Portugal) (født 25. juli 1109, død 6. december 1185), også kendt som Alfons Henrik (portugisisk: Afonso Henrique) og Alfons Erobreren (portugisisk: Afonso o Conquistador) var den første konge af Portugal fra 1143 til 1185.

## Biografi
Han var søn af Henrik af Burgund, greve af Portugal og Teresa af León. I 1112 efterfulgte han som mindreårig sin far som greve af Portugal.
I Slaget ved São Mamede den 24. juni 1128 ved Guimarães, der anses for den afgørende begivenhed for grundlæggelsen af Portugal, besejrede portugisiske styrker under Alfons en hær anført af hans mor Teresa af León og hendes elsker Fernão Peres de Trava. Efter slaget ved São Mamede betegnede Alfons sig som Fyrste af Portugal.
Alfons besejrede maurerne i Slaget ved Ourique i 1139 og lod sig derefter udråbe til konge.
Ved Traktaten i Zamora i 1143 anerkendte kong Alfons 7. af Castilien kongeriget Portugals uafhængighed af Kongeriget León og Kongeriget Castilien overfor kong Alfons 1. under overværelse af pavens udsending Kardinal Guido de Vico i katedralen i Zamora. Begge konger lovede varig fred mellem deres respektive kongeriger. Ved denne traktat anerkendte Portugal også pavens overhøjhed.
Han blev efterfulgt som konge af sin ældste overlevende søn, Sancho.

## Eksterne links
- Wikimedia Commons har flere filer relateret til Alfons 1. af Portugal